# Fu Tau Fan Chau
Fu Tau Fan Chau (kinesiska: 伙頭墳洲, 虎頭墳洲) är en ö i Hongkong (Kina). Den ligger i den östra delen av Hongkong. Arean är 0,69 kvadratkilometer.
Terrängen på Fu Tau Fan Chau är platt. Öns högsta punkt är 59 meter över havet. Den sträcker sig 1,2 kilometer i nord-sydlig riktning, och 0,9 kilometer i öst-västlig riktning.